# Skala Silvermana
Skala Silvermana (in. skala Silvermana–Andersen) –  skala oceny wydolności układu oddechowego u noworodków.
Duszność może prowadzić do hipoksemii, hiperkapnii oraz kwasicy. Narastający opór naczyniowy w płucach powoduje przeciek z prawa na lewo przez połączenia krążenia płodowego i w konsekwencji niewydolność wielonarządową. Skala wydolności układu oddechowego została opracowana w 1963 roku przez amerykańskich lekarzy Williama Silvermana oraz Dorothy Andersen. 

## Skala Silvermana
Punktacja w skali Silvermana powinna być oceniona w ciągu 1 godziny od urodzenia się dziecka i powinna być kontrolowana co 30 minut.
| Liczba punktów                          | 0                            | 1                                       | 2                        |
| --------------------------------------- | ---------------------------- | --------------------------------------- | ------------------------ |
| Ruch przedniej ściany klatki piersiowej | synchronicznie z nadbrzuszem | opóźnienie przy wydechu                 | przeciwnie do nadbrzusza |
| Zapadanie międzyżebrzy przy wdechu      | brak                         | nieznaczne                              | wyraźne                  |
| Zapadanie się mostka przy wdechu        | brak                         | nieznaczne                              | wyraźne                  |
| Ruch skrzydełek nosa                    | brak                         | nieznaczne                              | wyraźne                  |
| Stękanie wydechowe                      | brak                         | słyszalne przy osłuchiwaniu stetoskopem | wyraźnie słyszalne       |

## Interpretacja
Wynik uzyskuje się po zsumowaniu punktów i im jest wyższy tym wyższe jest ryzyko niewydolności oddechowej i konieczności wspomagania oddychania w ciągu pierwszych 24 godzin:
| 0   | prawidłowa wydolność układu oddechowego |
| < 6 | małe ryzyko niewydolności oddechowej    |
| ≥ 6 | wysokie ryzyko niewydolności oddechowej |